# یوکو ساساکی
یوکو ساساکی (انگلیسی: Yōko Sasaki; ۲ ژانویهٔ ۱۹۷۵ – ) بازیگر، و صداپیشه اهل ژاپن بود. وی از سال ۱۹۹۵ میلادی تاکنون مشغول فعالیت بوده‌است.